# Biturix venosata
Biturix venosata är en fjärilsart som beskrevs av Walker 1865. Biturix venosata ingår i släktet Biturix och familjen björnspinnare. Inga underarter finns listade i Catalogue of Life.